# Ditaxis brandegeei
Ditaxis brandegeei là một loài thực vật có hoa trong họ Đại kích. Loài này được (Millsp.) Rose & Standl. mô tả khoa học đầu tiên năm 1912.